# Wertheimeria maculata
Wertheimeria maculata é a única espécie do género Wertheimeria (um dos bagres). Esta espécie é originária dos rios Jequitinhonha e Pardo. Estes peixes atingem um comprimento de cerca de 30 centímetros. No seu alcance restrito, W. maculata enfrenta fortes perturbações do habitat humano, tais como assoreamento, a fragmentação do habitat, poluição e espécies introduzidas. Este peixe foi colocado como o táxon irmão de todos os outros doradídeos.